# Andreas Lundstedt
Björn Helge Andreas Lundstedt, röviden Andreas Lundstedt (Uppsala, 1972. május 20. – ) svéd énekes, az Alcazar együttes énekese, a Melodifestivalen többszörös résztvevője.

## Pályafutása
Lundstedt Uppsalában született és gyermekkora óta énekes szeretett volna lenni. Ötéves korában részt vett egy gyermekeknek szóló tehetségkutató versenyen, ahol a második helyezést érte el. Tizenöt éves korára a Stage Four együttes tagjaként rendszeresen szerepelt a televízióban.
1998-ban Lundstedt az Alcazar egyik alapító tagja volt. A Crying at the Discoteque című sláger hozta meg számukra az áttörést egész Európában. A siker után az Alcazarnak több további slágere jelent meg. Az egyik a 2004-es This Is the World We Live In volt. Az Alcazar 2007-ben két év szünet után újra összeállt, és jelenleg Tess Merkel, Lina Hedlund és Lundstedt hármasa alkotja.
Lundstedt kilencszer vett részt a Melodifestivalenen. Négyszer szólóelőadóként: 1996-ban a Driver dagg faller regn, 1997-ben a Jag saknar dig, jag saknar dig, 2007-ben a Move-val, és 2012-ben az Aldrig aldrig című dallal, valamint ötször az Alcazar tagjaként: 2003-ban a Not a Sinner, Nor a Saint, 2005-ben az Alcastar, 2009-ben a Stay the Night, 2010-ben a Headlines és 2014-ben a Blame It on the Disco című dalukkal. A Six4one elnevezésű supergroup egyik tagja volt, amely Svájcot képviselte a 2006-os Eurovíziós Dalfesztiválon az If We All Give a Little című dallal. A nemzetközi verseny athéni döntőjében a tizenhetedik helyen végeztek 30 ponttal. A Six4one 2006-ban egy albumot adott ki, melyen a tagok két-két dalt énekelnek külön és ötöt együtt.
Lundstedt volt az Alcazar férfi énekese, Tess Merkel és Lina Hedlund női énekesei mellett egészen addig, amíg be nem jelentették a 2011-es Stockholm Pride-on, hogy a formáció határozatlan szünetet tart.
2024. november 26-án jelentette be az SVT, hogy az énekes ismét bejutott a versenydalával a Melodifestivalen következő évi mezőnyébe. A Vicious című dalt a február 22-én rendezett negyedik elődöntőben adta elő Malmőben, ahol a negyedik helyen végzett, így nem folytathatta a versenyt.

## Magánélete
Lundstedt nyíltan meleg, és kapcsolatban állt az Alcazar egykori tagjával, Magnus Carlssonnal.
2007 decemberében Lundstedt megerősítette, hogy HIV-pozitív.

## Diszkográfia

### Albumok
- Andreas Lundstedt (1996)

### Kislemezek
- Driver dagg faller regn (1996)
- Hey-Ya Hey-Ya (1996)
- Jag saknar dig, jag saknar dig (1997)
- Lovegun / Nightfever (2006)
- Dollar Queen (2006)
- Move (2007)
- Aldrig aldrig (2012)
- Mitt hem är där du är i ju (2024)
- Vicious (2025)